# Ilha da Restinga

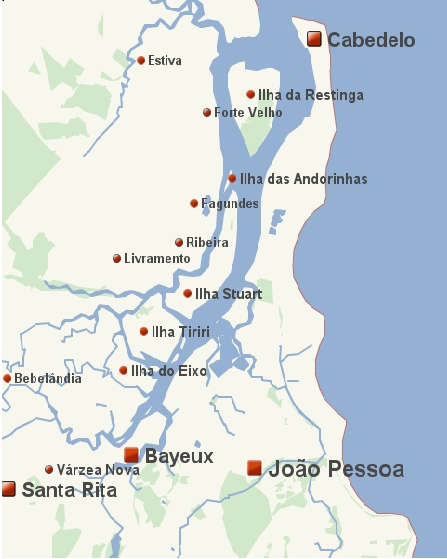
Foz do rio Paraíba

Ilha da Restinga é uma ilha fluviomarinha situada na desembocadura do Rio Paraíba, no município de Cabedelo, estado da Paraíba. Restinga é parte de uma complexa rede de canais e ilhas do referido estuário, que inclui ainda Stuart, Tiriri, Eixo e Andorinhas.
Dentre as muitas atividades que se desenvolveram na ilha destacam-se um leprosário, a pecuária extensiva e, mais recentemente,  o ecoturismo, que tem sido o grande motivo para a preservação de seus ecossistemas.

## Etimologia
A denominação «Restinga» originou-se em virtude da existência de uma área arenosa, salina e com vegetação característica da parte nordeste da ilha, típica do que em geografia física se descreve como restinga. Tal área já era descrita na literatura e mapas do século XVII.
Nos escritos da Descrição geral da capitania da Paraíba, do século XVII, há a seguinte citação feita pelos ocupantes neerlandeses:
Cerca de um quarto de légua espanhola daí para o ocidente fica o forte chamado 'Restinga'. É pequeno e quadrado como um reduto, e forma um triângulo com os fortes de Santo Antônio e Margarida. No tempo do rei de Espanha este fortim tinha o nome de S. Bento, e por trás estava em aberto. Demora na ponta da ilha que o rei deu aos frades de S. Bento, e por isso a denominaram ‘ilha dos Frades’
Durante o curso de sua ocupação, a ilha já teve oficialmente quatro denominações: Ilha da Gamboa (1578–1594), Ilha da Conceição (1595–1610), Ilha de São Bento (1610–meados do século XIX) e o atual Ilha da Restinga (desde o século XIX). A denominação Gamboa foi dada em virtude de Manuel de Azevedo ter construído uma gamboa ali, onde pescava para abastecer a então pequena Felipeia de Nossa Senhora das Neves, como era então chamada a atual João Pessoa.

## História

### Até 1577: pré-colonização
Antes da conquista da Paraíba, a Ilha da Restinga, assim como a toda região estuarina e a costa centro–norte paraibana, fazia parte do território de caça e coleta dos índios potiguaras. Nessa época a costa paraibana era muito visitada por corsários franceses, que, ao se tornarem aliados dos potiguaras, extraiam o valioso pau-brasil das florestas da região. Tal afirmação pode ser vista no livro História Naval Brasileira, de 1975, no qual se lê:
Perlongaram a costa a partir de um ponto de referência adotado pelos franceses: a ilhota que lhes servia de empório na embocadura do rio São Domingos (atual rio Paraíba) (...).
Em suas boas relações com os potiguaras, os franceses participavam de suas festas e lhes ofereciam ensinamentos úteis sobre agricultura e técnicas militares, além de lhes doarem ferramentas e armas. Portanto, pode-se depreender com segurança que os primeiros europeus a ocupar Restinga foram os franceses, ainda antes da conquista da Paraíba pelos lusitanos.

### 1578–1850: ocupações sucessivas

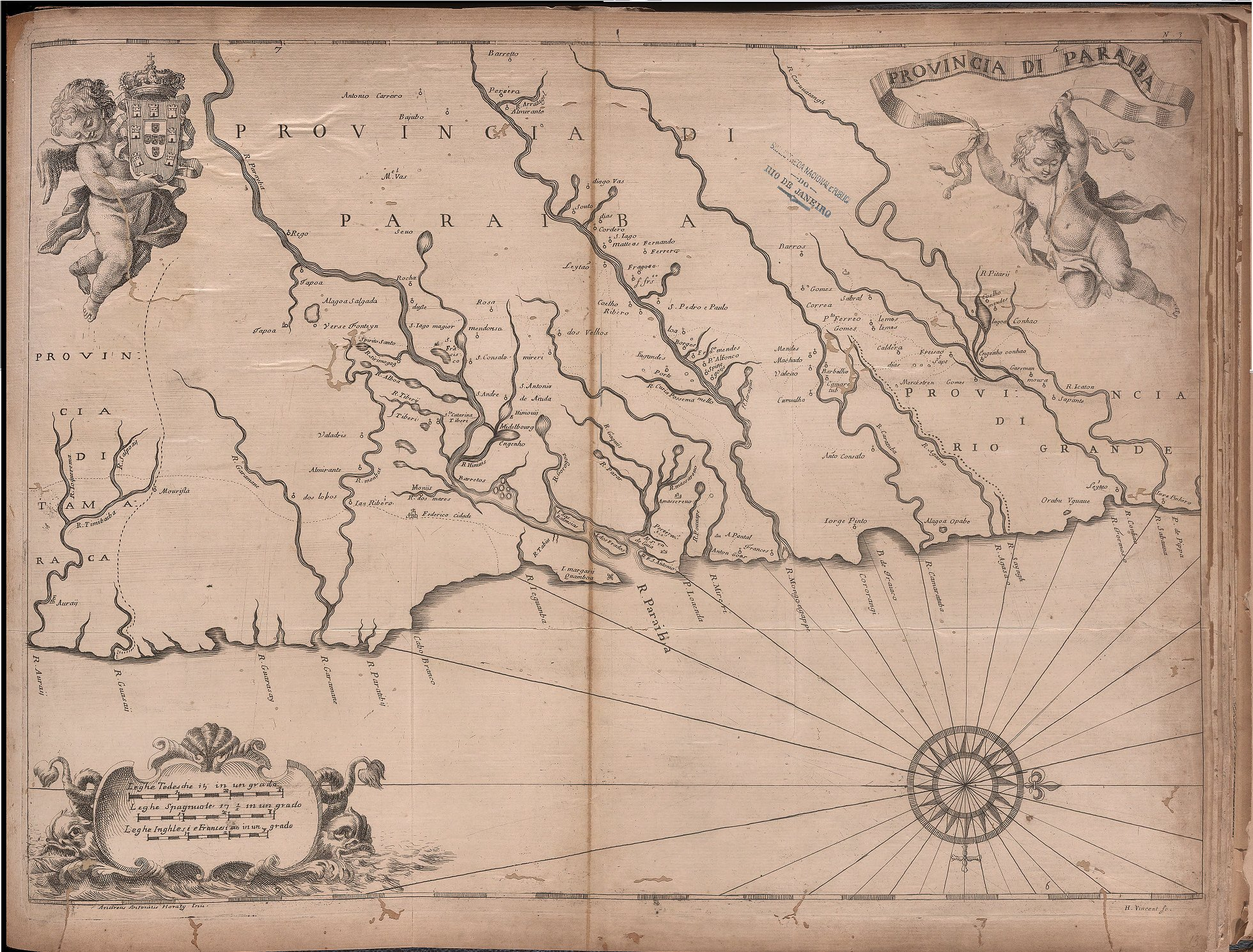
Mapa histórico da costa paraibana, com a Ilha da Restinga ao centro.

Os mapas oficiais da Paraíba registram a posição estratégica da Ilha da Restinga desde 1587. Segundo pesquisadores, entre 1578 e 1579 foi ali feita uma tentativa de colonização por João Tavares, que nela ergueu um forte e introduziu a cultura da cana-de-açúcar, iniciativa fracassada pela freqüente incursão de corsários franceses na região. Contudo, esse fato é refutado por alguns historiadores, que alegam nunca ter havido tal tentativa na ilha por motivos óbvios: ela tem proporções diminutas, é ocupada em sua maior parte por manguezais e não dispõe sequer de água potável, além do fato de que na época ainda não havia sido erguida nenhuma fortificação na área.
Em 1582 a Ilha da  Restinga abrigou uma das primeiras fortificações construídas pelos portugueses para a conquista definitiva da Paraíba, a Bateria da Ilha da Restinga.
Manuel de Azevedo, um colono português da região do Minho, foi seu primeiro dono. Ele recebeu a doação da sesmaria diretamente das mãos do ouvidor da Capitania da Paraíba, Frutuoso Barbosa. A autoria dessa colonização é claramente exposta numa petição que sua viúva, Isabel Caldeira, fez em 11 de abril de 1596 a Feliciano Coelho de Carvalho, requisitando a posse da ilha para oferecê-la como dote a uma ou duas de suas filhas, invocando os serviços prestados por seu marido à Coroa Portuguesa. Nessa ocasião, Manuel de Azevedo já havia falecido na própria ilha em virtude de ataques dos indígenas Potiguaras, que também destroem todas as benfeitorias existentes nela. Restinga então é passada como herança a Manuel Homem da Silva por sua sogra, Isabel Caldeira. Mais tarde, sem fazer grande uso da ilha, ele a repassa a monges beneditinos em 1610.
Durante o período das invasões holandesas no Brasil, os neerlandeses introduziram nela gado:

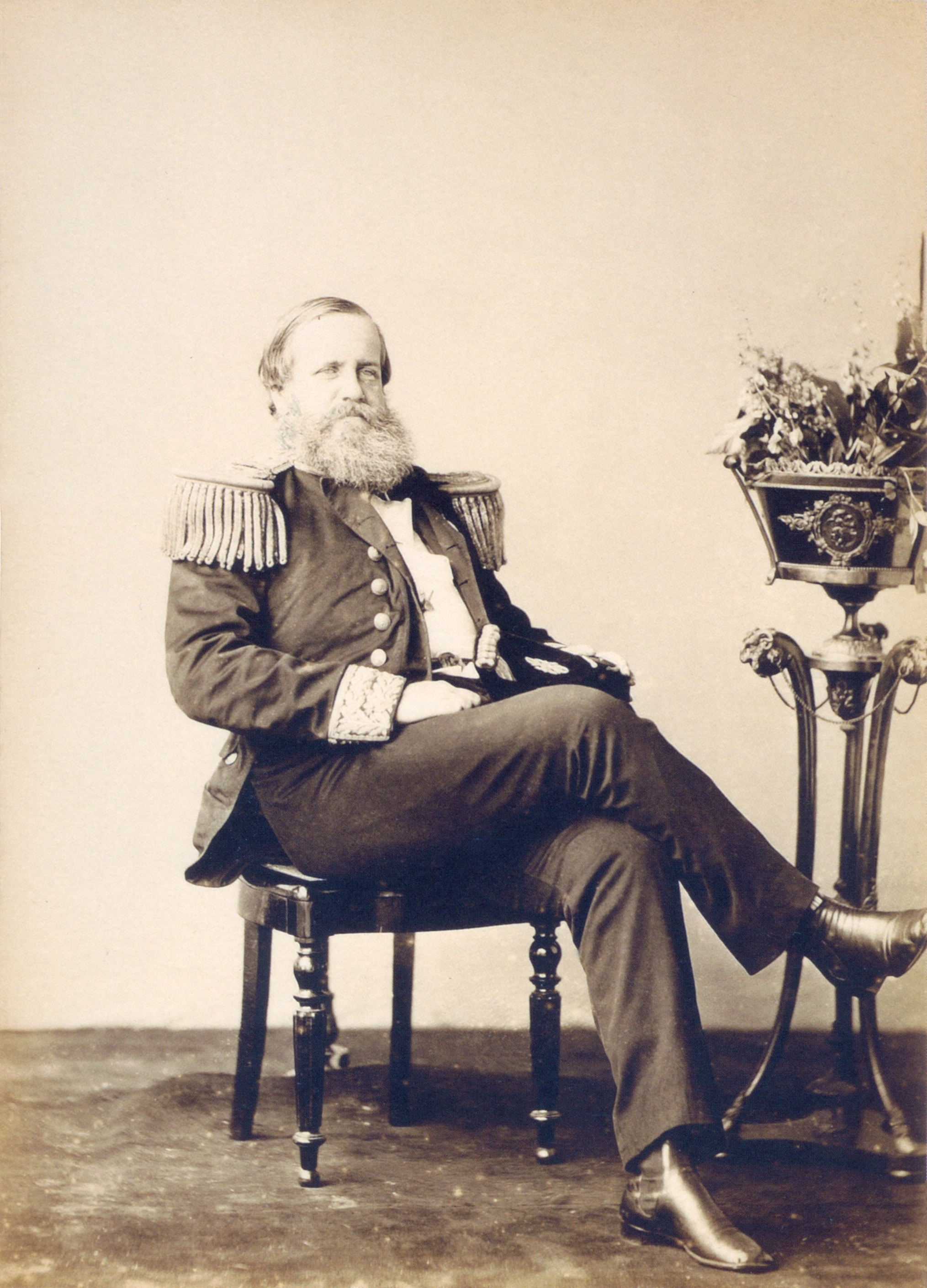
D. Pedro II esteve na Restinga em 1859.

(...) ilha dos Frades, a qual se estende pelo rio acima obra de meia légua, e se acha quase toda deserta e coberta de mata, não sendo muito própria para coisa alguma. Presentemente vagueiam aí sessenta ou setenta cabeças de gado, que os neerlandeses nela meteram no ano de 1636 para servirem de alimento aos fortes nas ocasiões de necessidade ou invasão do inimigo. Mas esse gado se acha agora tão selvagem que não se pode pegar uma só cabeça, a não ser deitando-se abaixo uma parte da mata e fazendo-se círculos onde se meta toda a tropa com cães educados para esse fim, segundo o modo usado pelos criadores de gado do Brasil.

### Meados do século XIX em diante
Em meados do século XIX, o engenheiro militar André Rebouças sugere ao governador a incorporação da Restinga à província para que esta venha a fazer parte do projeto das Docas de Cabedelo:
Falei-lhe [ao Presidente da Província da Paraíba] que providenciasse a respeito da apropriação da Ilha da Restinga, que entrará no projeto das docas de Cabedelo, e sobre a qual os frades de S. Bento dizem ter direito [de posse].
A cessão da ilha é avaliada pelos frades Bentos, então donos da ilha. Na mesma época, em 1859, D. Pedro II visita a Paraíba, e de galeota percorreu a ilha da Restinga, onde ordena a construção do referido lazareto.

### Naufrágios
Com base em pesquisas feitas junto aos arquivos da Marinha do Brasil e da Torre do Tombo, em Lisboa, a Associação Paraibana de Pesquisas Subaquáticas descobriu, em 1989, que restos de navios repousam sob as águas a oeste da ilha, no Canal do Forte Velho. Os destroços são do brigue holandês Schuppe, naufragado em 1634, do vapor inglês Psybe, que afundou em 1852, e do barco norueguês Alert, que soçobrou em 1893.
Algumas informações sobre naufrágios ao redor da ilha encontram-se no livro História dos naufrágios no litoral paraibano, de 1991, do pesquisador Jair Miranda.

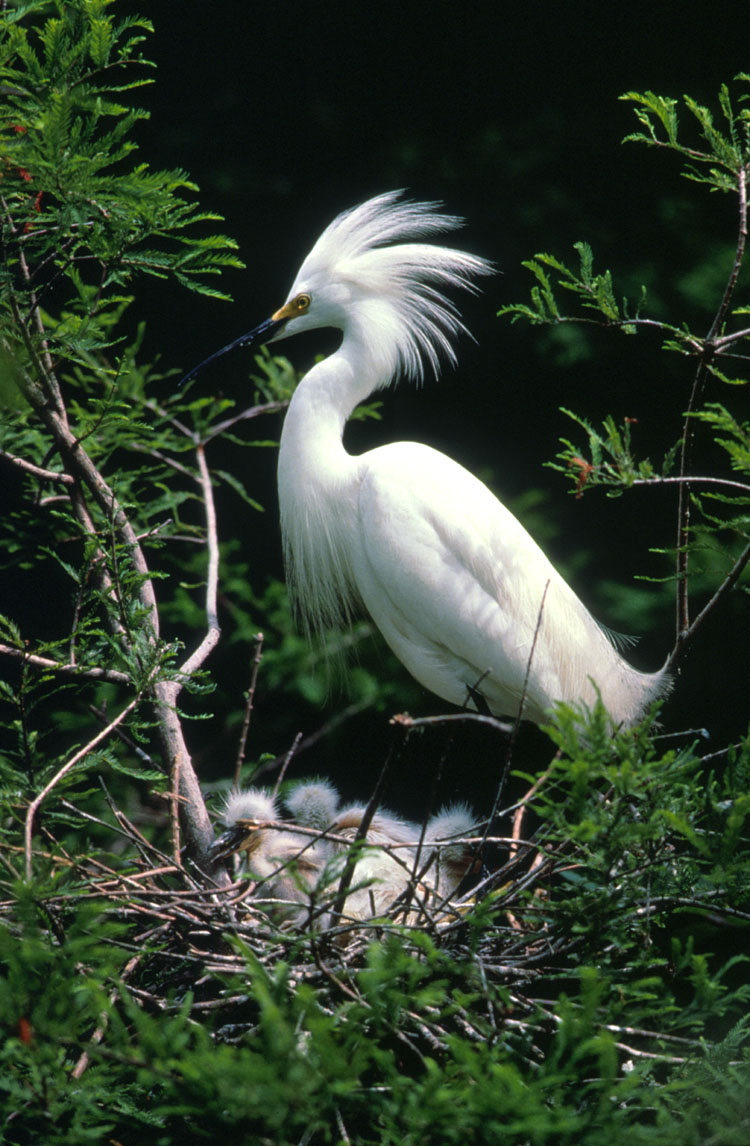
A presença da garça-branca é comum na ilha.

## Características
A ilha é predominantemente ladeada por manguezais e coberta de resquícios de mata atlântica de restinga e contém pastagens com arbustos. A única água não salgada disponível está nos pequenos charcos de águas estagnadas, cobertos de ninfeias e juncos. De propriedade particular, divide-se em «Restinga de Baixo» e «Restinga de Cima» e tem ao todo aproximadamente 580 hectares (5,8 km²), parte dos quais sujeita ao regime de cheia das marés.
A fauna inclui várias espécies de aves endêmicas dessa região do Nordeste ou migratórias, como garças, tico-ticos, bem-te-vis, socós, rolinhas, galinhas-d'água, além de alguns tipos de ofídios, peixes e crustáceos, como caranguejos, camarões, sururus e siris. Em 2006, um levantamento da avifauna do estuário do rio Paraíba revelou a ocorrência de 89 espécies de aves endêmicas ou migratórias.